# Invasione austriaca delle Legazioni pontificie
L'invasione austriaca delle Legazioni pontificie rappresentò il tentativo del governatore del Regno Lombardo-Veneto, Radetzky, dopo la sconfitta dell'esercito sardo di Carlo Alberto a Custoza, di consolidare la rioccupazione della Lombardia e con il rafforzamento della piazzaforte di Ferrara (che occupavano già dal 1815) e l'attacco a Bologna, entrambe appartenenti allo Stato della Chiesa. L'invasione si concluse con un insuccesso poiché la popolazione di Bologna si sollevò cacciando gli austriaci (8 agosto 1848).

## Antefatti
Il 18-23 marzo 1848, con le cinque giornate di Milano, ebbe inizio la prima guerra di indipendenza, che coinvolse, oltre al grande esercito sardo, le più piccole armate toscana e romana, nonostante le resistenze del Pontefice.
In particolare, il 24 marzo Pio IX permise la partenza, da Roma per Ferrara, di un corpo di spedizione al comando del generale Durando. Si trattava un totale di 7 500 uomini, ben muniti di artiglieria e reparti ausiliari. Ad essi si aggiunse, due giorni dopo, un corpo di volontari, affidato a Ferrari e, per la via (specie a Bologna), quest'ultimo raccolse migliaia di volontari, cosicché raggiunse la notevole forza di circa 12 000 armati, cui si aggregarono altri 1 200 guidati dal generale Zambeccari. Rapidamente le truppe romane si portarono nel Veneto austriaco, a Padova e Vicenza, evacuate dal d'Aspre per concentrarsi con il Radetzky a Verona, vera chiave dei possessi austriaci in Italia. 

Durando si apprestava al combattimento quando giunse notizia di una allocuzione pronunciata da Pio IX il 29 aprile, con la quale condannava la guerra all'Austria e chiedeva ai suoi militi mandati ai confini dello Stato solo di difendere l’integrità e la sicurezza dei domini Pontifici.
Pur sconfessato dal suo capo di Stato, l'esercito romano non abbandonò il campo e anzi si batté con grande valore a Vicenza, il 23 maggio, respingendo l'assalto di circa 20 000 Austriaci. Ma nulla poterono quando Radetzky, respinto ad occidente dall'esercito di Carlo Alberto a Goito, rovesciò il fronte e portò l'intero esercito (circa 40 000 uomini) direttamente su Vicenza. Durando venne investito il 10 giugno: ancora una volta i suoi accettarono battaglia e si comportarono assai bene ma dovettero, infine, capitolare. 

Secondo i patti, l'esercito del Durando consegnò Vicenza e Treviso e promise di non combattere gli Austriaci per tre mesi. In cambio, venne loro permesso di evacuare oltre il Po.

## L'attacco dell'esercito austriaco
Poi venne la serie di scontri passati alla storia come la battaglia di Custoza, il 23-25 luglio. Di lì Carlo Alberto cominciò una veloce, ma ordinata, ritirata verso l'Adda e Milano. Giunto Carlo Alberto in Milano, lì si svolse, il 4 agosto la battaglia di Milano, al termine della quale il sovrano si risolse a chiedere l'armistizio di Salasco. I preliminari vennero sottoscritte il 5, in attesa di successiva formalizzazione.
Gli Austriaci non avevano, tuttavia, atteso tanto per aggredire lo Stato della Chiesa: già all'indomani di Custoza, una piccola unità austriaca aveva passato il Po, diretta a Ferrara. Ma era stata respinta a fucilate dagli abitanti di Sermide (ciò che valse loro la medaglia come Città benemerita del Risorgimento nazionale).
Non appena, però, Carlo Alberto si mise in marcia per Milano, gli uomini del Radetzky poterono organizzare una spedizione più significativa: mentre Franz Joachim Liechtenstein marciava su Modena e Parma, per reinstaurare i deposti duchi, il generale Welden passò il Po verso Ferrara a partire dal 28 luglio. 

L'avanzata nello Stato della Chiesa si accompagnò a saccheggi e richieste di riscatto: una volta occupata una località "ribelle", i generali austriaci imponevano alla municipalità un'ingente somma di denaro. A volte la ottenevano, altrimenti provvedevano a rifornirsi direttamente.
Così facendo il Welden occupò Ferrara e puntò su Bologna. Qui, il podestà Bianchetti cercò un accomodamento ed ottenne che le truppe restassero accampate fuori città.

### I combattimenti
Il giorno 8 in una trattoria, un ufficiale austriaco, avendo insultato un cittadino bolognese, fu disarmato e malmenato. 
Il Maresciallo Welden, avuta notizia del fatto, intimò subito la ricerca e la consegna dei colpevoli con la pretesa della consegna immediata di alcuni ostaggi. Bianchetti offri in ostaggio se stesso, ma il popolo non lo permise.
Nel frattempo divamparono i combattimenti, e il tentativo degli austriaci di impadronirsi della città venne rintuzzato a suon di fucilate. Tutte le campane suonarono a stormo, le porte della città vennero chiuse, ed il popolo corse ad armarsi con tutto ciò che riusciva a trovare in una città nella quale, da mesi, erano assenti gli uomini validi più favorevoli all'unificazione italiana, impegnati con i corpi volontari sui campi di battaglia oltre il fiume Po, nella prima fase della prima Guerra di Indipendenza.
A fine giornata, verso il tramonto, gli austriaci sono respinti, e ricacciati fuori dalle mura attraverso l'ultima porta rimasta aperta, Porta Galliera.
I Bolognesi ebbero quel giorno centodieci uomini fuori combattimento, mentre i nemici centottanta soldati, cinquecento di prigionieri circa e la perdita di alcuni cannoni.

## Ragioni dell'insuccesso austriaco
Per valutare correttamente quei fatti, occorre considerare che: 
1. L'esercito del Durando, reduce da Vicenza, aveva da poco evacuato anche Bologna, la quale era difesa solo da carabinieri, finanzieri e guardia civica;
2. Radetzky era ancora impegnato nell'inseguimento di Carlo Alberto al Welden non concesse, quindi, che 4 000 soldati (comunque una forza considerevole, se rapportata ai difensori dell città);
3. Welden agiva senz'alcuna autorizzazione da parte del governo papale e, anzi, Pio IX aveva protestato energicamente: scriveva di “invasione austriaca” e smentiva “altamente... le parole del signor maresciallo Welden … dichiarando che la condotta del signor Welden stesso è tenuta da Sua Santità come ostile alla Santa Sede ed a Nostro Signore".

I Bolognesi ricevettero il plauso del ministro degli interni del governo pontificio, Odoardo Fabbri, in un proclama ai Romani, parlò di “tracotanza dell'insolente straniero”, “eroica difesa”, “attentato allo Stato della Chiesa”.

## Avvenimenti successivi
Lo stesso giorno in cui il Welden ripiegava le bandiere e prendeva mesto, la via del ritorno, a Vigevano Impero austriaco e Regno di Sardegna sottoscrivevano formalmente l'Armistizio di Salasco, che metteva fine alla prima fase della Prima guerra di indipendenza.
Entrambi i contendenti principali (Carlo Alberto e Radetzky) sapevano che la tregua era temporanea: occorreva che una nuova guerra decidesse, definitivamente, della supremazia in Lombardia. Il momento venne il 22-23 marzo con la sconfitta sarda di Novara e l'armistizio del 24.
A quel punto il Regno sardo uscì di scena, per alcuni anni. Radetzky regolò gli ultimi conti con i patrioti lombardi, soffocando sul nascere alcuni tentativi di ribellione (Como) e reprimendo nel sangue altri (Brescia), mentre continuava l'assedio di Venezia. E fu libero di inviare un nutrito corpo di spedizione ad occupare la Toscana e di nuovo le Legazioni pontificie, cogliendo l'occasione offerta dalla fuga di Pio IX da Roma, il 24 novembre e dalla proclamazione della Repubblica Romana, il 9 febbraio.